# Ecgberht (roi du Wessex)
Vous lisez un « bon article » labellisé en 2014.
Pour les articles homonymes, voir Egbert.
Ecgberht ou Egbert est roi du Wessex de 802 jusqu'à sa mort, en 839.
Fils supposé du roi du Kent Ealhmund, il est contraint à l'exil dans les années 780 par Offa de Mercie et Beorhtric de Wessex. Après s'être réfugié à la cour de Charlemagne, il s'empare du trône du Wessex à la mort de Beorhtric. Les vingt premières années de son règne sont peu documentées, mais il parvient vraisemblablement à préserver son indépendance vis-à-vis de la Mercie, qui est alors le plus puissant royaume de l'île.
En 825, Ecgberht remporte la bataille d'Ellendun contre Beornwulf de Mercie et s'empare dans la foulée de l'Essex, du Kent, du Sussex et du Surrey, régions qui se trouvaient jusqu'alors dans l'orbite mercienne. Quatre ans plus tard, en 829, il vainc Wiglaf de Mercie et le chasse de son royaume, dont il prend le contrôle, avant de recevoir la soumission du roi de Northumbrie. Les triomphes d'Ecgberht, qui domine alors toute l'Angleterre, lui valent le titre de bretwalda dans la Chronique anglo-saxonne.
Ecgberht ne parvient cependant pas à asseoir durablement son hégémonie, et Wiglaf reprend le pouvoir en Mercie moins d'un an après avoir été chassé du pouvoir. Néanmoins, le Kent, le Sussex et le Surrey restent acquis au Wessex, et Ecgberht les attribue à son fils Æthelwulf, qui y règne sous son autorité. À la mort d'Ecgberht, Æthelwulf lui succède à la tête du Wessex, mais les royaumes du Sud-Est ne sont entièrement intégrés que deux décennies plus tard.

## Famille
Le manuscrit A de la Chronique anglo-saxonne, qui est le plus ancien, commence par une préface généalogique retraçant l'ascendance d'Æthelwulf, le fils d'Ecgberht. Elle mentionne ainsi Ecgberht , son père Ealhmund, puis deux individus inconnus par ailleurs (Eoppa et Eafa) avant d'arriver à Ingild, un frère du roi Ine de Wessex (r. 688-726). Elle remonte ensuite jusqu'à Cerdic, le fondateur semi-légendaire de la maison de Wessex.
Le père d'Ecgberht est couramment identifié au roi Ealhmund de Kent, à la suite d'une note marginale dans le manuscrit F de la Chronique. Heather Edwards suggère qu'Ecgberht, originaire de Kent, aurait été rattaché a posteriori aux rois du Wessex, dans un souci de légitimité dynastique. En revanche, Frank Stenton ne remet pas en cause l'appartenance d'Ecgberht à la lignée royale du Wessex, tandis que Rory Naismith juge improbable qu'il puisse être originaire du Kent.
L'épouse d'Ecgberht n'est nommée que dans une seule source, un manuscrit du XVe siècle qui l'appelle « Redburga regis Francorum sororia », c'est-à-dire sœur (ou belle-sœur) du roi des Francs. La date tardive de cette source et le fait que cette « Redburga » n'apparaisse nulle part ailleurs incitent la plupart des historiens à ne pas la prendre en considération.

## L'hégémonie mercienne et l'exil
Durant la seconde moitié du VIIIe siècle, Offa de Mercie (r. 757-796) est le plus puissant souverain d'Angleterre. Ses relations avec son voisin Cynewulf de Wessex (r. 757-786) sont mal connues. Il existe deux preuves en faveur d'une possible suzeraineté d'Offa sur le Wessex : en 772, Cynewulf « roi des Saxons de l'Ouest » apparaît comme témoin sur une charte d'Offa, et il est vaincu par ce même Offa à Bensington en 779. Néanmoins, il n'existe aucune preuve positive que Cynewulf ait jamais reconnu Offa comme suzerain.
Du côté du royaume de Kent, Offa semble avoir aidé Heahberht à prendre le pouvoir vers 764-765. Après cette date, les sources ne permettent pas d'affirmer avec certitude qu'il contrôle la région, mais les rois de Kent semblent avoir bénéficié d'une certaine indépendance vis-à-vis de la Mercie à partir de 776 au plus tard,. Il est très difficile de dater les rois de cette période : Ecgberht II, apparu en 765, disparaît des sources après 779, tandis qu'Ealhmund, le père supposé d'Ecgberht, n'est attesté que pour la seule année 784. On ne lui connaît pas de successeur, et à compter de 785 environ, Offa se comporte comme si le Kent n'était qu'une province de son royaume. Ecgberht se réfugie vraisemblablement à la cour du Wessex à ce moment-là.
Cynewulf est assassiné en 786. Ecgberht tente de s'emparer du trône à ce moment-là, mais c'est un certain Beorhtric, d'ascendance inconnue, qui devient roi,. C'est peut-être le soutien d'Offa qui lui a permis de prévaloir. La Chronique anglo-saxonne rapporte que Beorhtric et Offa contraignent Ecgberht à l'exil en Francie pendant trois années. Certains historiens modernes suggèrent que le « iii » qui figure dans les textes de la Chronique pourrait être une erreur commise par les scribes, et qu'il faudrait en réalité lire « xiii », soit treize années d'exil. Dans la mesure où la lecture « iii » est commune à tous les manuscrits connus de la Chronique, cette hypothèse ne fait pas l'unanimité. D'autres indices témoignent des bonnes relations entre Beorhtric et Offa : le premier épouse une fille du second nommée Eadburh en 789, et les monnaies frappées au Wessex sous le règne de Beohrtric suivent le modèle mercien. La dépendance de Beorhtric vis-à-vis de la Mercie se poursuivit sous Cenwulf, qui devient roi quelques mois après la mort d'Offa en 796.
Durant l'exil d'Ecgberht, la Francie est gouvernée par Charlemagne, qui est impliqué dans les affaires d'outre-Manche : il exerce une certaine influence en Northumbrie et apporte son soutien aux adversaires d'Offa dans le sud. Un autre exilé à la cour de Charlemagne est un certain prêtre Odberht ; il s'agit presque certainement d'Eadberht Præn, qui devient par la suite roi de Kent. D'après le chroniqueur du XIIe siècle Guillaume de Malmesbury, Ecgberht apprend à gouverner durant ses années d'exil.

## Début de règne (802-825)

Le Sud de l'Angleterre sous le règne d'Ecgberht.

Beorhtric meurt en 802 et Ecgberht lui succède, probablement avec le soutien de Charlemagne, et peut-être celui de la papauté également,. Considérant la rivalité entre les deux hommes, la succession ne s'est vraisemblablement pas faite en douceur, même si la Chronique anglo-saxonne se contente de rapporter la mort de Beorhtric et celle d'un ealdorman nommé Worr sans élaborer davantage, tandis qu'une tradition ultérieure accuse Eadburh, la femme de Beorhtric, de l'avoir empoisonné.
Le jour même de l'avènement d'Ecgberht, le Wessex est envahi par l'ealdorman Æthelmund des Hwicce, un peuple de la région de Worcester inféodé à la Mercie. Les hommes du Wiltshire, menés par leur ealdorman Wulfstan ou Weohstan, se portent à sa rencontre et le battent à Kempsford, mais les deux leaders laissent la vie sur le champ de bataille,. D'après Barbara Yorke, cette bataille permet au Wessex d'acquérir pour de bon le contrôle du Somerset et du Nord du Wiltshire.
On ne sait rien des relations d'Ecgberht avec la Mercie durant les deux premières décennies de son règne. Son influence ne dépasse sans doute pas les frontières de son royaume, mais rien ne prouve qu'il se soit jamais soumis à Cenwulf. Ce dernier domine le reste du Sud, mais le titre de « suzerain de l'Angleterre du Sud » n'apparaît jamais dans ses chartes, probablement en raison de l'indépendance du Wessex.
La Chronique anglo-saxonne note qu'Ecgberht ravage la totalité du territoire du royaume breton de Domnonée, en Cornouailles, en 815. Dix ans plus tard, une charte datée du 19 août 825 indique qu'Ecgberht se trouve à nouveau en campagne en Domnonée. La Chronique rapporte une bataille entre les hommes du Devon et les Bretons de Cornouailles en 823 qui est sans doute liée d'une façon ou d'une autre à cette campagne.

## Victoires sur la Mercie et apogée (825-830)

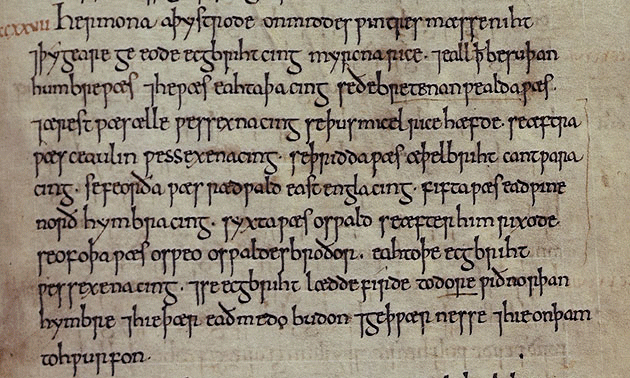
La Chronique anglo-saxonne (ici, le manuscrit C) liste les huit bretwaldas dans son entrée pour l'année 827 (en réalité 829). Le nom d'Ecgberht apparaît à la fin de la huitième ligne, sous la forme Ecgbriht.

C'est également en 825 que se produit l'une des batailles les plus importantes de l'histoire anglo-saxonne : la victoire d'Ecgberht sur Beornwulf de Mercie à la bataille d'Ellendun (Wroughton, dans le Wiltshire). Cette bataille marque la fin de la domination mercienne sur le sud de l'Angleterre. La Chronique anglo-saxonne ne précise pas qui était l'assaillant. Beornwulf aurait pu vouloir profiter de la campagne menée par Ecgberht en Cornouailles à l'été 825 pour écraser le Wessex, et étouffer les velléités de révolte dans le Sud-Est issues des liens dynastiques entre le Wessex et le Kent.
Après cette victoire, Ecgberht envoie son fils Æthelwulf dans le Kent à la tête d'une armée. Le roi Baldred est contraint de s'enfuir au nord de la Tamise, et la Chronique anglo-saxonne affirme que les habitants du Kent, de l'Essex, du Surrey et du Sussex se soumettent à Æthelwulf « parce qu'ils avaient été jadis arrachés de force à sa famille ». Le chroniqueur fait peut-être référence aux interventions d'Offa dans les affaires du Kent à l'époque d'Ealhmund, le père d'Ecgberht. Cela impliquerait alors qu'Ealhmund avait des liens dans le reste du Sud-Est de l'Angleterre.
La Chronique laisse entendre que Baldred est chassé de son royaume peu après la bataille, mais la vérité semble tout autre : un document daté de 826 parle de troisième année du règne de Beornwulf. Il est donc probable que Beornwulf ait toujours possédé une certaine autorité sur le Kent à cette date, en tant que suzerain de Baldred ; ce dernier devait donc toujours être au pouvoir. Le roi Sigered d'Essex est chassé par Ecgberht, mais on ignore quand. Il est possible que cela se soit produit en 829, car Roger de Wendover associe cet événement à une campagne menée par Ecgberht contre les Merciens cette année-là.
Les conséquences d'Ellendune dépassent la perte de pouvoir mercienne immédiate dans le Sud-Est. D'après la Chronique, l'Est-Anglie demande la protection d'Ecgberht contre les Merciens la même année, ou peut-être l'année suivante. En 826, Beornwulf envahit l'Est-Anglie, probablement pour rétablir son autorité sur le royaume, mais il y perd la vie. Son successeur Ludeca est lui aussi tué en 827 en tentant de soumettre l'Est-Anglie. Il est possible que les Merciens aient compté sur le soutien de l'archevêque de Cantorbéry Wulfred, contraint par Ecgberht à interrompre ses frappes monétaires lorsque le roi commence à produire ses propres monnaies à Rochester et à Cantorbéry, ce même roi qui s'empare de propriétés de l'archevêché. Les affaires d'Est-Anglie se soldent par un désastre pour les Merciens, ce qui confirme la puissance du Wessex dans le Sud-Est.

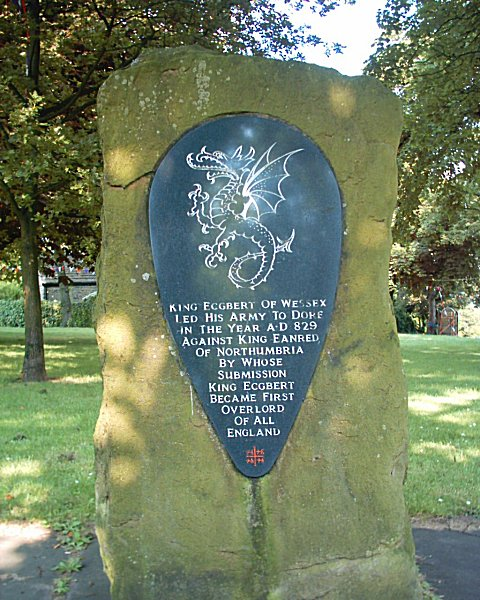
La « Pierre d'Ecgberht » est un mémorial moderne de la rencontre entre Ecgberht et Eanred à Dore.

En 829, Ecgberht envahit la Mercie et contraint le roi Wiglaf à l'exil. Cette victoire donne à Ecgberht le contrôle des monnaies londoniennes, et il frappe des pièces en tant que roi de Mercie. C'est après cette victoire que le scribe du Wessex, dans un passage célèbre de la Chronique anglo-saxonne, le décrit comme bretwalda, terme signifiant « souverain de Bretagne » ou « souverain [de] vaste[s terres] ». Ce que recouvre exactement ce titre de bretwalda reste sujet à débat : Frank Stenton le décrit comme « un terme de poésie élégiaque », mais des éléments tendent à prouver qu'il implique un rôle concret de meneur militaire.
Plus tard en 829, selon la Chronique anglo-saxonne, Ecgberht reçoit la soumission des Northumbriens à Dore (aujourd'hui dans la banlieue de Sheffield) ; le roi de Northumbrie est alors probablement Eanred. D'après Roger de Wendover, Ecgberht envahit et pille la Northumbrie avant qu'Eanred se soumette. La Chronique ne mentionne rien de tel, mais Roger de Wendover avait accès à des annales northumbriennes qu'il a utilisées dans ses écrits. Pour autant, il n'est pas certain qu'Ecgberht ait effectivement assujetti la Northumbrie : selon Barbara Yorke, la rencontre de Dore représente plus vraisemblablement une reconnaissance mutuelle de souveraineté.
En 830, Ecgberht dirige avec succès une expédition contre les Gallois, très probablement pour étendre l'influence du Wessex aux régions qui se trouvaient jusqu'alors dans l'orbite de la Mercie. Cet événement marque l'apogée de l'hégémonie d'Ecgberht.

## Un reflux partiel (830-839)

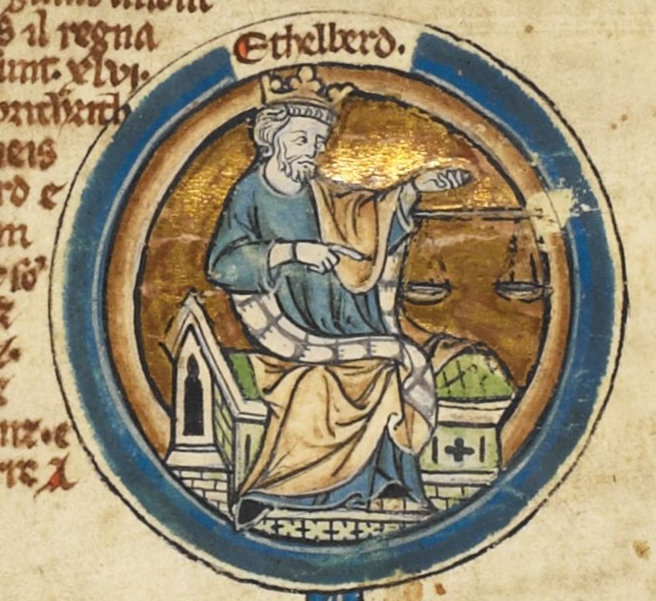
Portrait d'Ecgberht dans un manuscrit généalogique du XIVe siècle (British Library Royal MS 14 B).

En 830, Wiglaf rend son indépendance à la Mercie. La Chronique dit simplement que Wiglaf « recouvra le royaume de Mercie », mais une révolte mercienne contre la domination du Wessex est plus probable. La domination d'Ecgberht sur le Sud de l'Angleterre prend fin avec le retour en force de Wiglaf, qui ne tarde pas à affirmer son indépendance. Ses chartes témoignent de l'autorité qu'il exerce sur le Middlesex et le Berkshire, et l'une d'elles parle de « mes évêques, duces et magistrats » à propos d'un groupe comprenant onze évêques de la province de Cantorbéry, dont certains qui siègent au Wessex. Il est significatif que Wiglaf ait pu assembler un tel groupe de notables : on n'en connaît pas d'équivalent au Wessex. L'Essex retourne peut-être également dans le giron mercien dans les années qui suivent le retour de Wiglaf au pouvoir,. En Est-Anglie, un certain roi Æthelstan, probablement l'adversaire victorieux de Beornwulf et Ludeca, commence à frapper ses propres monnaies, peut-être dès 827, mais plus probablement vers 830, après le retour de Wiglaf et la perte d'influence d'Ecgberht qui s'ensuit.
Les historiens se sont penchés sur les causes de la rapide ascension du Wessex dans les années 820 et de son incapacité à conserver sa position dominante par la suite. Il est possible que la bonne fortune du Wessex ait dépendu à un certain degré du support carolingien. En 808, les Francs apportent leur soutien à Eardwulf pour qu'il remonte sur le trône de Northumbrie : ils auraient également pu soutenir Ecgberht en 802. Peu avant sa mort, Ecgberht entre en contact avec Louis le Pieux à Pâques 839 en prévision d'un voyage à Rome. Les affaires du Sud de l'Angleterre dans la première moitié du IXe siècle semblent donc avoir impliqué des liens constants avec les Francs. L'appui carolingien a pu jouer un rôle dans les victoires des années 820. Cependant, les réseaux commerciaux rhénans et francs s'effondrent dans les années 820 ou 830, et Louis le Pieux doit affronter une série de révoltes jusqu'à sa mort en 840, entraînant vraisemblablement le retrait de son soutien à Ecgberht. Coupés de toute influence extérieure, les royaumes anglo-saxons auraient alors atteint une sorte de point d'équilibre.

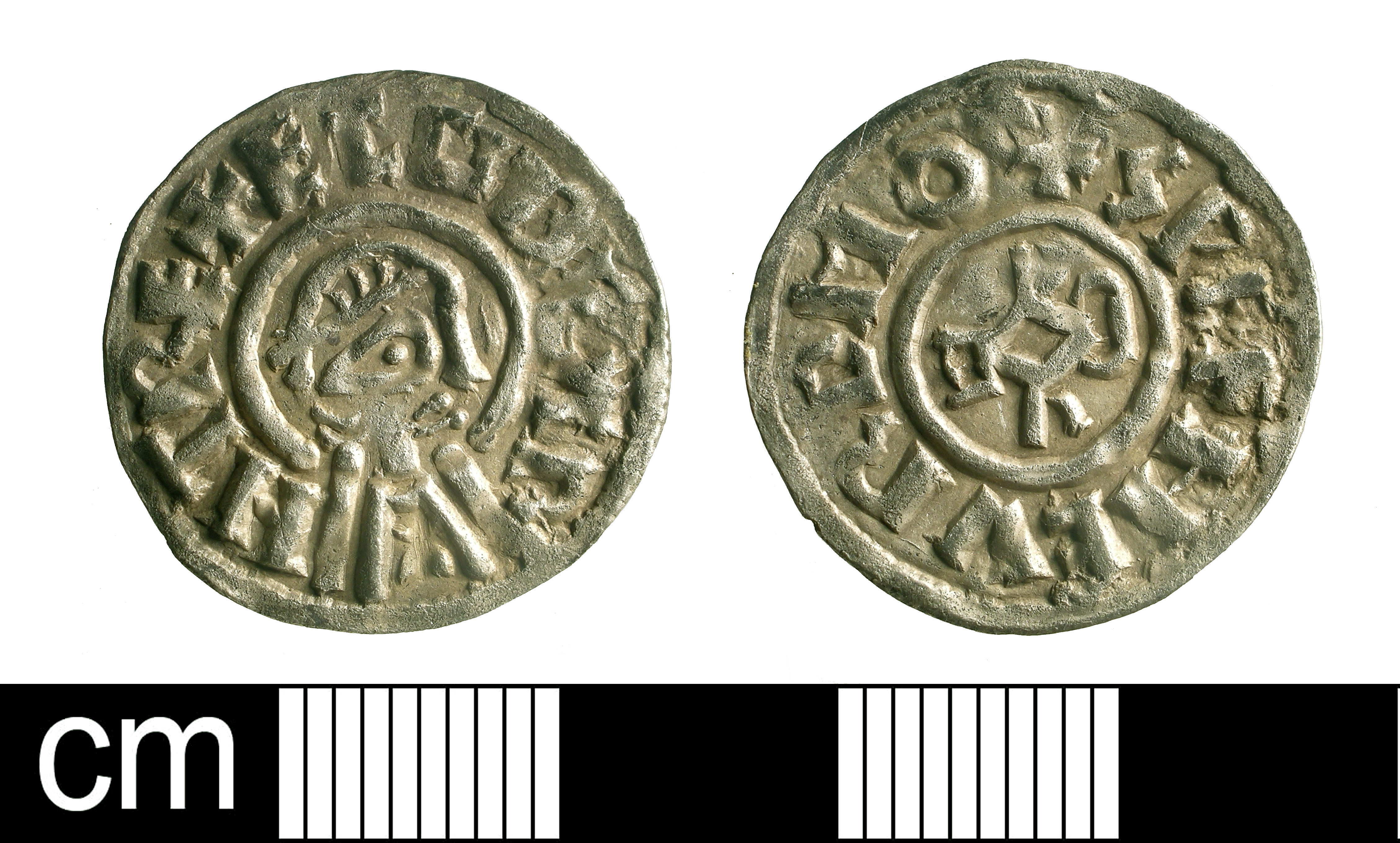
Un penny d'argent frappé à Cantorbéry durant la dernière décennie du règne d'Ecgberht.

En dépit du caractère éphémère de l'hégémonie d'Ecgberht, ses victoires modifient en profondeur le paysage politique de l'Angleterre anglo-saxonne. Le Wessex garde la mainmise sur les royaumes du Sud-Est, hormis peut-être l'Essex, et la Mercie est incapable de reprendre le contrôle de l'Est-Anglie. Elles marquent également la fin de l'indépendance du Kent et du Sussex : les territoires conquis sont administrés pendant un certain temps comme un sous-royaume, incluant le Surrey et peut-être l'Essex. Bien qu'Æthelwulf ne soit qu'un sous-roi (subregulus), il possède sa propre cour qui le suit dans ses déplacements. Les chartes du Kent décrivent Ecgberht et Æthelwulf comme « rois des Saxons de l'Ouest, ainsi que du peuple de Kent ». Néanmoins, à la mort d'Æthelwulf en 858, l'un de ses fils devient roi du Wessex tandis que les régions du Sud-Est reviennent à un autre, en accord avec ses dernières volontés : trente ans après Ellendune, l'intégration n'est toujours pas achevée. La Mercie reste également une menace : les dons que verse Æthelwulf au monastère Christ Church de Cantorbéry sont probablement un moyen de contrebalancer l'éventuelle influence mercienne qui pourrait encore s'y exercer.
Au sud-ouest, Ecgberht est vaincu par les Danois en 836 à Carhampton, mais il remporte une victoire sur eux et leurs alliés bretons à Hingston Down, dans les Cornouailles, en 838. La lignée royale de Domnonée perdure après cette date, mais on peut considérer que cette date marque la fin de l'indépendance du dernier royaume breton. L'expansion anglo-saxonne en Cornouailles est mal documentée, mais les toponymes fournissent quelques indices. La rivière Ottery, qui coule vers l'est et se jette dans le Tamar près de Launceston, semble avoir constitué une frontière : au sud de l'Ottery, les noms sont en grande majorité corniques, tandis qu'au nord, ils sont plus fortement influencés par les nouveaux arrivants.

## Mort et succession

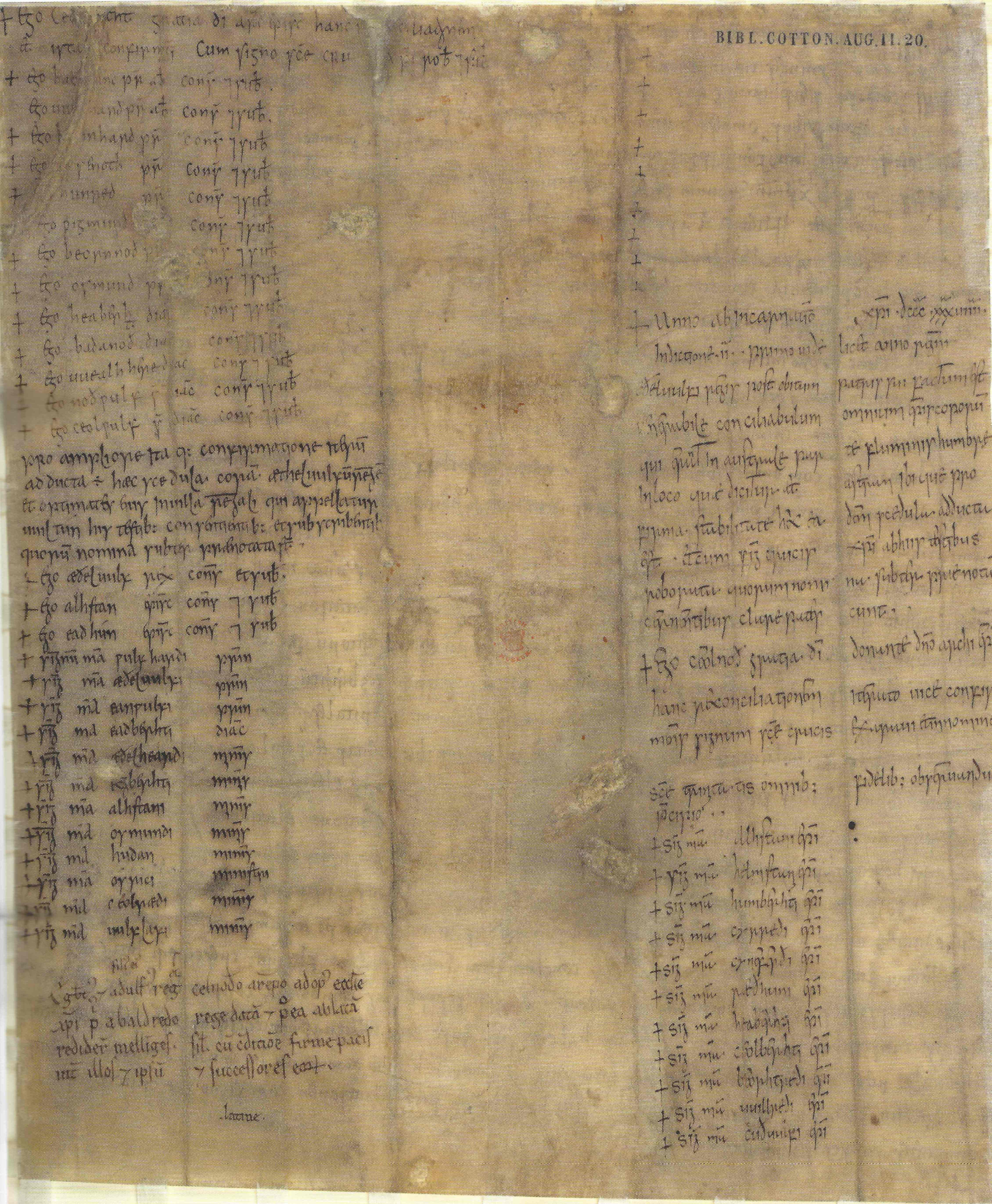
La charte S 1438 enregistre les décisions du concile de Kingston de 838.

En 838, Ecgberht et Æthelwulf organisent un concile à Kingston upon Thames, dans le Surrey. Ils accordent des terres aux sièges épiscopaux de Winchester et Cantorbéry, qui s'engagent en échange à apporter leur soutien à Æthelwulf après la mort de son père,. L'archevêque de Cantorbéry, Ceolnoth, accepte également Ecgberht et Æthelwulf comme seigneurs et protecteurs des monastères sous son contrôle. Ces arrangements, de même qu'une charte ultérieure dans laquelle Æthelwulf confirme les privilèges ecclésiastiques, suggèrent que l'Église reconnaît à ce moment-là le Wessex comme une nouvelle force avec laquelle il faut compter. En contrepartie, ce sont des ecclésiastiques qui sacrent les rois et les aident à écrire les testaments qui spécifient l'identité de leurs héritiers : leur soutien est donc important pour établir l'autorité du Wessex, ainsi que pour faciliter la succession. Le compte-rendu du concile de Kingston et une autre charte de la même année contiennent la même expression : une condition de la cession est que « nous-mêmes et nos héritiers bénéficierons toujours à l'avenir de l'amitié ferme et inébranlable de l'archevêque Ceolnoth et de sa congrégation à Christ Church ».

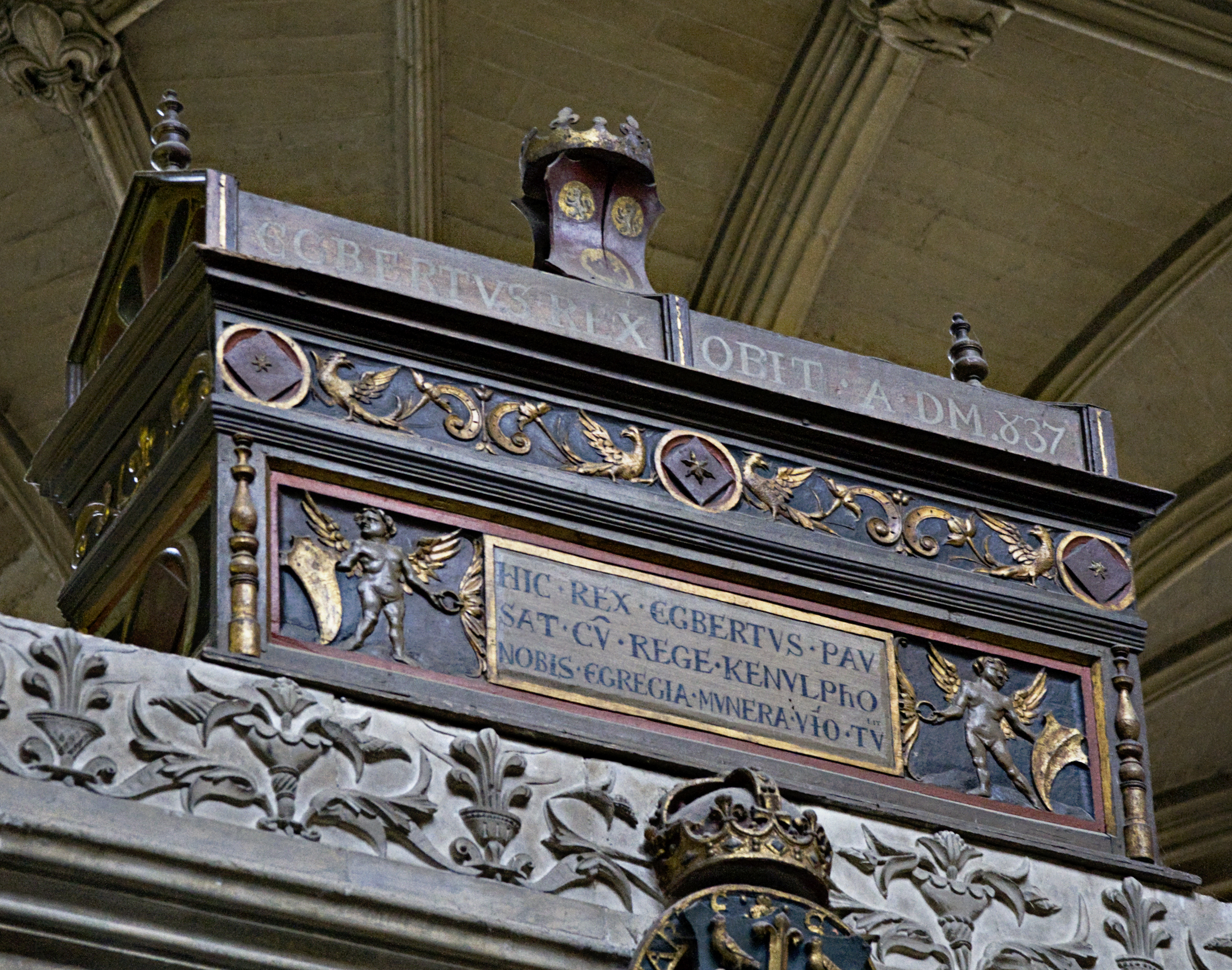
Les restes d'Ecgberht sont censés se trouver dans cette châsse mortuaire conservée à la cathédrale de Winchester.

Ecgberht meurt en 839. Son testament, d'après le résumé qui en est fait dans celui de son petit-fils Alfred le Grand, ne laisse de terres qu'aux hommes de sa famille, afin que la maison royale ne les perde pas par mariage. Les richesses d'Ecgberht, acquises par droit de conquête, l'ont sans doute grandement aidé à acheter le soutien des ecclésiastiques du Sud-Est, et le sens de l'économie que dénote son testament indique qu'il comprenait l'importance de la fortune personnelle pour un roi. Avant lui, la royauté du Wessex était fréquemment contestée entre diverses branches de la maison royale, et il est remarquable qu'Ecgberht ait réussi à assurer à Æthelwulf une succession sans accroc. L'expérience acquise par ce dernier en tant que sous-roi des provinces du Sud-Est lui a sans doute été profitable après son avènement.

Ecgberht est inhumé à Winchester, tout comme son fils Æthelwulf, son petit-fils Alfred le Grand et son arrière-petit-fils Édouard l'Ancien. Winchester commence à présenter des signes d'urbanisation au IXe siècle, et il est probable que cette suite d'inhumations témoigne de l'importance acquise par la ville dans l'esprit des membres de la lignée royale du Wessex.